# Maladera kasigurana
Maladera kasigurana är en skalbaggsart som beskrevs av Moser 1922. Maladera kasigurana ingår i släktet Maladera och familjen Melolonthidae. Inga underarter finns listade i Catalogue of Life.